# Kasteel Jemeppe
Kasteel Jemeppe, ook bekend als kasteel van Hargimont (Frans: Château Jemeppe of Château d'Hargimont), is een kasteel in Hargimont in de provincie Luxemburg, België. Het kasteel is van middeleeuwse oorsprong.
In de middeleeuwen bestond het landhuis van Jemeppe slechts uit enkele gebouwen, omgeven door moerassen en de rivier Hedree. Dit huis bood weinig bescherming tegen de heersende families van Namen en Luxemburg, die sinds de twaalfde eeuw vochten over controle van het grondgebied van Durbuy en La Roche.
In het begin van de dertiende eeuw werd een versterkt huis gebouwd, dat later door Jean d'Ochain vervangen werd door een donjon beschermd met grachten. Oorspronkelijk had die donjon vijf verdiepingen en twee kelders. Toegang was enkel mogelijk via één enkele deur op de begane grond. De eerste twee verdiepingen dienden als woonruimten, de twee verdiepingen erboven waren eenvoudig en werden gebruikt door het personeel, voor opslag en als bescherming voor de inwoners van het landgoed van Jemeppe.
De donjon bleef in de familie d'Ochain tot 1616, tot de erfgename, Catherine de Jemeppe, trouwde met Raes d'Ans, sieur de Velroux. Het is waarschijnlijk Raes d'Ans die, kort na het verwerven van het eigendom, de versterkte toren uitbreidde met het vierkante kasteel. De dubbele gracht en de hoeve dateren ook uit die periode. De vleugels werden verder gemoderniseerd in 1739 en 1748, waarbij men onder andere meer ramen toevoegde.
In 1838 werd het kasteel doorgegeven aan de familie Sauvage-Vercour. Tussen 1865 en 1875 liet Adrien de Sauvage-Vercour uitgebreide renovatiewerken uitvoeren aan het kasteel. Opvallend zijn de toegevoegde zadeldaken aan de vleugels, de 'stenen bekroning' en het steile dak van de donjon.
In 2022 werd het kasteel aangekocht door ondernemer Sam BARO, eigenaar van voetbalclub KAA Gent, regionale televisiezender AVS en HR Bedrijf PLANET Group. Tegenwoordig wordt het kasteel gebruikt als evenementenlocatie en hotel. In 2024 werd er het politieke televisieprogramma Het conclaaf opgenomen.

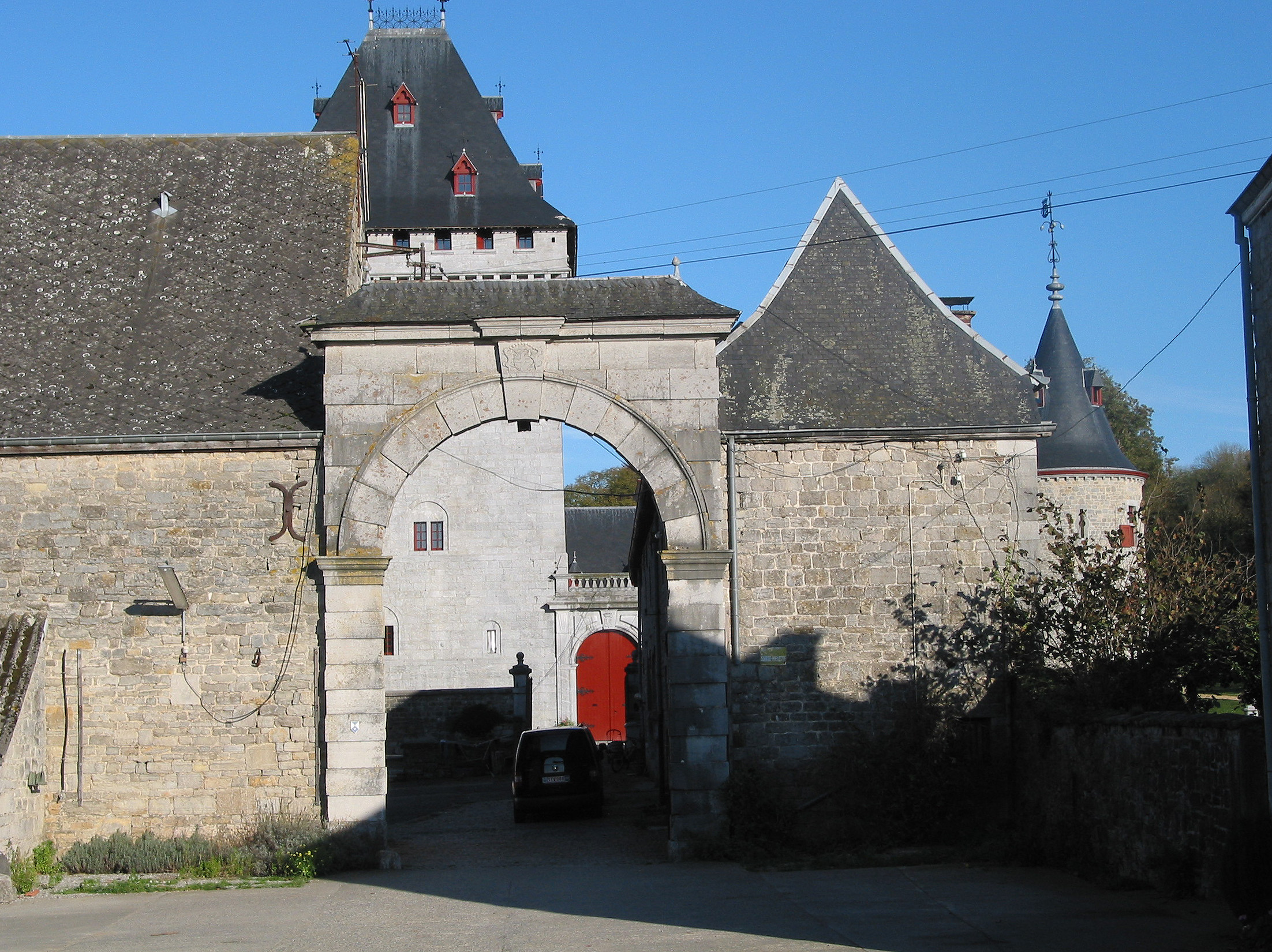
Portaal van de boerderij bij het kasteel
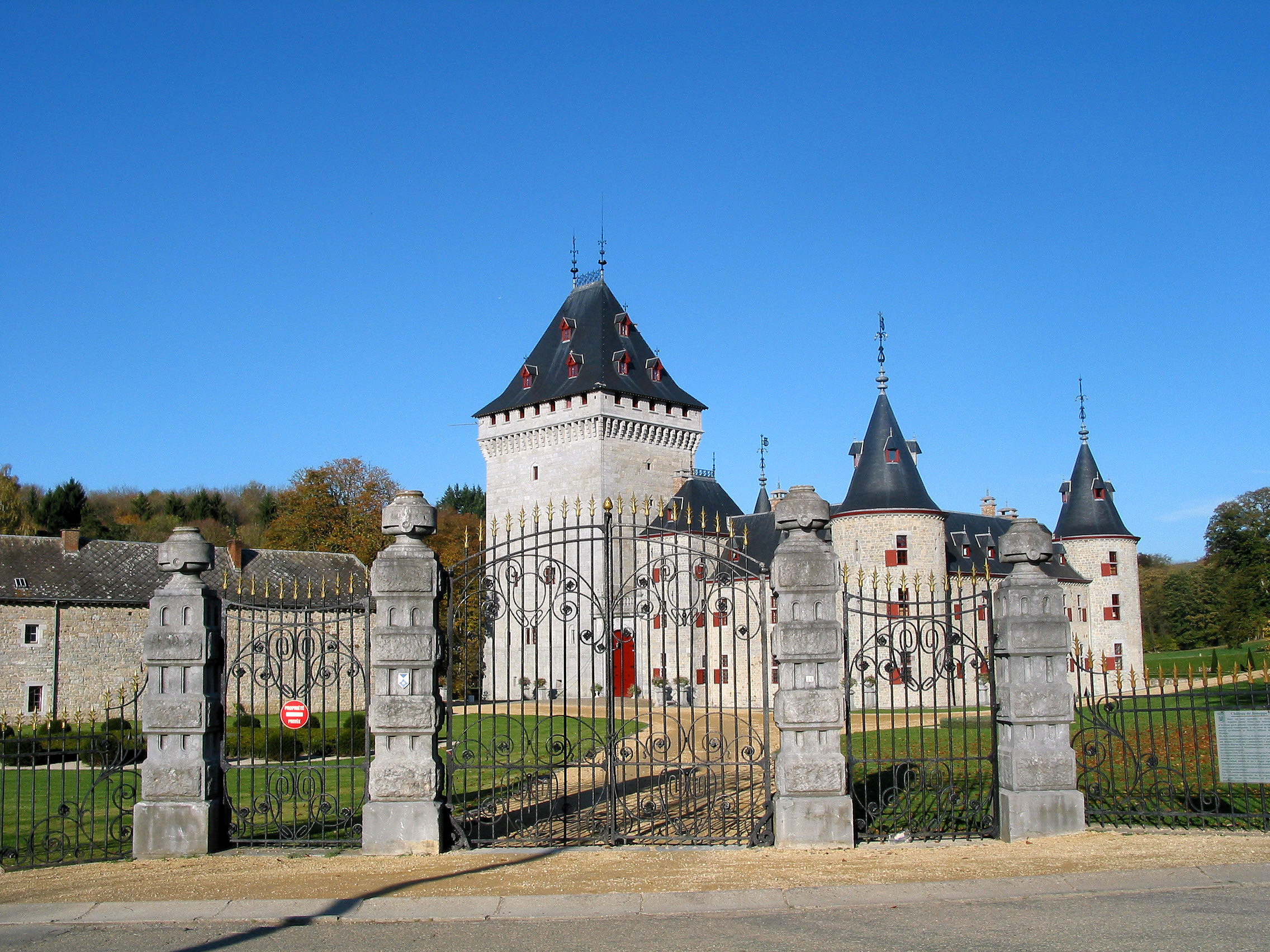
Jemeppe in de herfst
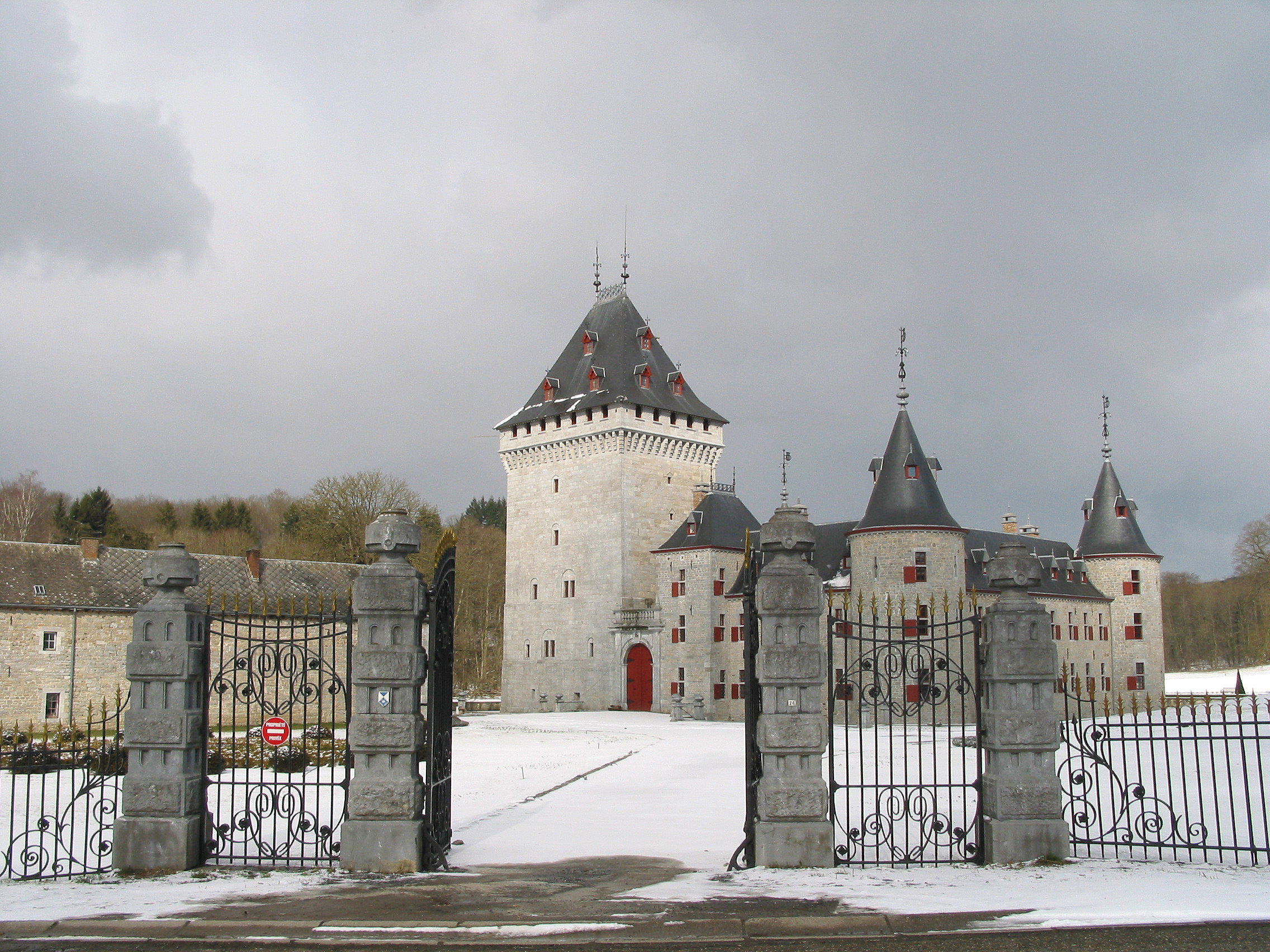
Jemeppe in de winter

## Trivia
Kasteel Jemeppe stond model voor Kasteel Almere in het Nederlandse Almere. Door financiële problemen kwam de bouw hiervan echter stil te liggen.